# Cat Sike (Meggat Water)
Der Cat Sike ist ein Wasserlauf in Dumfries and Galloway, Schottland. Er entsteht südlich des Eweslees Knowe und fließt in südwestlicher Richtung, bis er bei seinem Zusammenfluss mit dem Mirk Sike das Meggat Water bildet.